# Hylaeus tardus
Hylaeus tardus is een vliesvleugelig insect uit de familie Colletidae. De wetenschappelijke naam van de soort is voor het eerst geldig gepubliceerd in 1981 door Warncke.